# (1779) Paraná
(1779) Paraná es un asteroide que forma parte del cinturón de asteroides y fue descubierto por Miguel Itzigsohn desde el Observatorio Astronómico de La Plata, Argentina, el 15 de junio de 1950.

## Designación y nombre
Paraná recibió inicialmente la designación de 1950 LZ. Más tarde, se nombró por el Paraná, uno de los principales ríos de América del Sur.

## Características orbitales
Paraná está situado a una distancia media de 2,176 ua del Sol, pudiendo acercarse hasta 1,825 ua. Tiene una excentricidad de 0,1614 y una inclinación orbital de 0,8982°. Emplea 1172 días en completar una órbita alrededor del Sol.